# Budiwelnik Kiew
Budiwelnik Kiew bezeichnet einen ukrainischen Sportverein aus Kiew. Der Verein ist insbesondere durch seine Basketballmannschaft der Herren bekannt, die mehrfach die Landesmeisterschaft der Ukraine gewann sowie 1989 die Meisterschaft der Sowjetunion. 2010 wurde eine zweite professionelle Herrenmannschaft im Eishockey gegründet, die jedoch nicht den Spielbetrieb aufnahm.

## Geschichte
Der Vorgängerverein SKIF wurde bereits 1945 gegründet und gewann 1958 erstmals im Herrenbasketball die Landesmeisterschaft. 1962 wurde die Mannschaft einem Bautrust zugeordnet und offiziell als Stroitel Kiew bezeichnet. 1989 gewann man erstmals die Landesmeisterschaft der Sowjetunion im Herrenbasketball und es erfolgte im Zusammenhang mit der nationalen Unabhängigkeit der Ukraine die Umbenennung in Budiwelnik (deutsch Bauarbeiter).

## Professionelle Abteilungen
- Für die Basketballabteilung, siehe BK Budiwelnik Kiew
- Die geplante Eishockeyabteilung wurde als HK Budiwelnik Kiew bezeichnet.